# Myrmoborus myotherinus
A Myrmoborus myotherinus a madarak osztályának verébalakúak (Passeriformes) rendjébe és a hangyászmadárfélék (Thamnophilidae) családjába tartozó faj.

## Rendszerezése
A fajt Johann Baptist von Spix német ornitológus írta le 1825-ben, a Thamnophilus nembe Thamnophilus myotherinus néven.

## Alfajai
- Myrmoborus myotherinus ardesiacus Todd, 1927
- Myrmoborus myotherinus elegans (P. L. Sclater, 1857)
- Myrmoborus myotherinus incanus Hellmayr, 1929
- Myrmoborus myotherinus myotherinus (Spix, 1825)
- Myrmoborus myotherinus napensis Zimmer, 1932
- Myrmoborus myotherinus ochrolaemus (Hellmayr, 1906)
- Myrmoborus myotherinus proximus Todd, 1927
- Myrmoborus myotherinus sororius (Hellmayr, 1910)[2]

## Előfordulása
Dél-Amerika észak részén az Amazonas-medencéjében, Bolívia, Brazília, Ecuador, Kolumbia, Peru és Venezuela területén honos. 
Természetes élőhelyei a szubtrópusi vagy trópusi síkvidéki és hegyi esőerdők. Állandó, nem vonuló faj.

## Megjelenése
Testhossza 12–13 centiméter, testtömege 16-22 gramm.
|  |  |

## Életmódja
Kevés az információ, valószínűleg rovarokkal és pókokkal táplálkozik.

## Természetvédelmi helyzete
Az elterjedési területe rendkívül nagy, egyedszáma pedig stabil. A Természetvédelmi Világszövetség Vörös listáján nem fenyegetett fajként szerepel.